# Сточарство на Старој планини
Сточарство на Старој планини је од памтивека једна од најзаступљенијих пољопровредних грана. На његов развој и производњу меса и млека, поред традиције, највише су утицали природни фактори: климатски услови, особине рељефа и земљишта, примарне абиотски и биотски фактори и еколошки услови производње млека и меса.

## Геолошки услови за сточарство на Старој планини
Највећи део сточарске зоне састоји се од еруптивних и седиментних стена, црвених пешчара и конгломерата, а у најдоњем од кристаластих шкриљаца, што условљава постојање великог броја извора врло хладне воде и што је јако значајно за сточарство. Мањи део те зоне чине кречњачки масиви (Страшна чука, Кукла, Видлич, Тепош, Басарски камик) на којима нема извора, или су врло ретки и слаби, па се користе локве за појење стоке. или се иде далеко по воду.
што неповољно утиче на сточарство. У кречњачком делу има неколико великих увала, од којих су за сточарство значајни и због пространства а и због воде. сувати Понор и Вртибог.
Сувати, најзначајније површине за испашу, су на тријаским кречњацима (Мутна бара, Вртибог, Турска ливада, Равно бучје, Бислава, дојкиначки Понор и још неке површине око њих), кристаластим шкриљцима (Браткова страна, Крваве баре, Копрен, Дебели рид, Слп, Сировишница. Мала пољана, Прелесје) и на црвеним пешчарима и конгломератима (Јаблчко равниште, Бабин зуб, Превлака, Жаркова чука, Тупанар, Плоча, Балденица, Попова ливада, Бата). На свим подлогама, због травне формације, земљиште је типа планинске црнице. дубоко је и има доста шљунка и песка.
Преовлађују плитка, песковита, скелетоидна, кисела земљишта оскудна у хумусу и изложена ерозији. У депресијама. вртачама и увалама има црвенице, на кречњаку и доломитима су смеђа земљишта, у речним долинама алувијални нанос, дилувијални нанос на речним терасама, а понегде има и гајњаче, али је она у процесу деградације. Еродиране су велике површине, претежно напуштене оранице на стрмим и плитким земљиштима. 

## Историја
Сточарство на Старој планини с краја 19. века
После ослобођења од Турака са развојем прераде млека у качкаваљ и када су се за његову израду заинтересовали градски трговци, односи у чувању стоке и сточарска кретања доста су се изменили. Градски трговци који су почели да закупљују стоку преко лета да би постигли што бољи квалитет и квантитет качкаваља са истим бројем стоке, увели су да се мужна стока у току лета чува у планини а не у близини села. Да би то постигли, они су сеоску мужну стоку узимали у закуп, односно „под кесим“ и са најамном радном снагом изгонили у планину. Цео овај период, тј. време од појаве закупаца стоке преко лета па све до оснивања задружних катуна, може се означити као период „кесима“ у развоју сточарства средње зоне Висока. Међутим, касније, са појавом економских криза, када су градски трговци све ређе закупљивали стоку преко лета, сељачка газдинства су, да би на неки начин ублажила последице тих криза на развој сточарства и производњу качкаваља и других млечних производа, приступила стварању задружних бачија, које су се  налазиле у планини. Тако се и стока преко лета морала чувати на планинским пашњацима а не у близини села. То је време које се у развоју сточарства ове зоне може издвојити као период „бачијања“. 
Сточарство на Старој планини до Другог свестског рата
Почев од 1932. године „бачијање“ је потпуно ишчезло, изузев у појединим планинским селима: Засковци, Велика Лукања и Гостуша где се задржало све до 1944. године. Самим тим престало је и стално летње издизање стоке у планину. Овој појави је узрок велика исцрпљеност ораница због слабог ђубрења у периоду „кесима“ и „бачијања“ , те је сада само сељаштво захтевало да се бачије спусте у село, како би се њихова стада преко ноћи могла задржати на њивама или ливадама ради торења. Закупци, који су после престанка економских криза поново преузели израду качкаваља у своје руке, прихватили су због тешког транспорта качкаваља од планине до тржишта овакву преоријентацију у сточарству, али су и одустали од узимања стоке „под кесим“ и пришло се само откупљивању млека. Овај начин у сточарењу ове области задржао се све до седамдесетих година 20. века, где су се ретко стварала колективна стада већ се преко целе године свако сељачко газдинство бринуло о својој стоци. Уколико је преко лета било покоје колективно стадо, оно је било врло мало и искључиво је било састављено од оваца најсиромашнијих сточара.
Повремена сточарска кретања су се одвијала у току зимске половине године у два супротна правца: у почетку зиме према котлинама и у почетку пролећа или при крају зиме према суватима Старе планине. Таква кретања су везана за период неродних година и предузимају их једино сиромашни сточари. Велике пролећне и летње суше спржиле би брзо ливадску траву те су приноси сена били знатно смањени и исхрана стоке била доведена у критично стање. Да не би стока страдала од глади, сточари су је спуштали у оближње котлине на испашу и исхрану. Пре спуштања би се стада клањем и продајом преполовила и тек онда спуштала, најчешће у Пиротску котлину а пре Првог светског рата у Загорје. Богата сељачка газдинства, користећи овакву ситуацију, продавала су своје нагомилане залихе сена по врло високим ценама, понекад уз сурову уцену – по цени половине стада. Сиромашни сточари су били приморани да по тој цени, даје на исхрану своје стадо. Многи од њих, да би избегли овакав поступак сеоских богаташа, били су приморани да искористе ризик. Услед појаве топлог ветра или услед дужег разведравања ако се снег брзо отопи на присојним странама Старе планине и открије већи простор под планинском травом, сточари, који су већ утрошили сву залиху сточне хране су издизали своја стада на њих. Стока таквим начином исхране ослаби те брзо пропада. Нарочито у таквим условима страдају млада јагњад јер их ослабеле овце не могу задовољити млеком. Таква је била 1921. година, када је велики број стоке поцркао или бивао продат. У селу Дојкинци је од 110 сељачких газдинстава 1922. године, очувала су своју стоку свега 50 али њихова стада нису била већа од 5 до 50 оваца и 1 до 2 грла крупне стоке.
Сточарство на Старој планини у другој половини 20. века
У време Другог светског рата сточарство је било у стагнацији, да би у првим послератним годинама почело да се опоравља и по попису од 15. јануара 1950. године у Гостуши и Дојкинцима забележено да је било укупно 11 727 оваца и тридесетак коза, 1 153 говеда, 258 коња и неколико магараца и мазги и тај раст је забележен све до шездесетих година прошлог века. "„Гостуша по питању квалитета и квантитета стоке, била је у бољем положају у односу на суседна села, јер је имала боље сувате за испашу. Овако  велики број стоке је коришћен за нађубривање обрадивих површина, а нађубрене површине су преораване (угариване) да би се сачувало ђубриво и тако буду спремне за јесењу сетву. Овако нађубрене и угарене површине давале су боље приносе. Године 1963. код сеоског говедара је било истерано на испашу 720 грла крупне стоке. Лежала су у Лећији, а говедари су били Петар Симоновић, Вукашин Вацић и Ранђел Стојановић. Те године је била велика суша, али је била и најезда скакаваца који су и оно мало зелене траве појели. Задруга је запрашивала скакавце, али је било слабе вајде од тога, јер су скакавци брже деловали од задруге. Следеће, 1964. године било је најезде гусеница, које су до краја јуна појеле лишће, па је дрвеће до јесени морало поново да олиста. Гостушки планински атар је велики, али се у то време све косило па је понекада морало да се овце терају у Бату, на летњу испашу. Причао ми је мој таст Драгутин, када се он оженио (1929. године), да су те године терали овце у Бату на испашу и тамо су остали све до Власовдана (24. фебруар), јер је зима била веома блага. Од старијих мештана сам још чуо да је Гостуша 1936 – 1937. године имала око 12 000 оваца. Да су некада на наше сувате дотеривали овце на испашу из Велике Лукање, Беле, Паклештице, Завоја, али и из Македоније – македонски Грци, који су се због чувања оваца са црном вуном називали Црновунцима, који су боравили од средине маја па до 27. септембра. Место боравка им је било иза Лећије, па се због тога то место данас назива Црновлнсће колибе. Такође сам чуо да су њихове жене, иако су номади, са собом носиле и разбоје и ткале, али и месиле хлеб и пекле га у вурњама које су градили на местима где су боравили" 
Све до завршетка Другог светског рата сточарењем су се искључиво бавила сељачка газдинства. Од ослобођења појављују се и сељачке радне задруге и општедруштвене сточарске фарме. 
Сточарство на Старој планини у 21. веку
Данас на просторима Старе планине има 20 000 оваца. Карактеристично је што се на Планини чува и каракачанска овца.